# Resident Evil Zero
Resident Evil Zero (znany również pod tytułem Resident Evil Ø, w Japonii jako Biohazard Ø (バイオハザード０)) – gra z gatunku survival horror, stworzona przez japońskie studio Capcom jako exclusive na konsolę GameCube. Gra jest prequelem wydarzeń z pierwszych części serii, głównie opierając się na wydarzeniach z Resident Evil REmake. Gra doczekała się specjalnego wydania na konsolę Nintendo – Wii. Wydano ją również na Nintendo Switch, Xbox One (poprzez kompatybilność wsteczną jest dostępna także na konsoli Xbox Series S/X), PS4 oraz na komputery osobiste z systemem Windows.
12 stycznia 2016 wydano Resident Evil: Origins Collection, czyli remaster gier Resident Evil Zero i Resident Evil. Gra ukazała się na platformach PC, Xbox 360, Xbox One, PS4, PS3 oraz Nintendo Switch. 

## Fabuła
Główną bohaterką gry jest znana z części pierwszej młoda Rebecca Chambers, jedna z członków grupy S.T.A.R.S., która wyruszyła wraz ze swoją drużyną w góry Arklay, z celem odkrycia przyczyny licznych morderstw w okolicach miasta Raccoon City. Niestety, drużyna awaryjnie ląduje w lesie nieopodal miasta Raccoon, a w międzyczasie, wóz policyjny przewożący mordercę Billy'ego Coena zostaje zaatakowany, dzięki czemu przestępca ucieka. Rebecca Chambers i kilku członków z grupy wchodzą do pobliskiego pociągu, który okazuje się być pełen krwiożerczych zombie. Kobieta spotyka na swojej drodze Billy'ego Coena, z którym postanawia na jakiś czas połączyć siły, i spróbować przetrwać ten koszmar.

## Postacie
- Billy Coen – były porucznik Marynarki Wojennej USA, niesłusznie oskarżony o zamordowanie 23 ludzi z pewnej afrykańskiej wioski. Furgonetka, która przewoziła go do więzienia, została zaatakowana przez krwiożercze stwory, dzięki czemu Billy zdołał uciec i ukryć się w pociągu, w którym spotkał Rebeccę Chambers.
- Rebecca Chambers – bohaterka znana z części pierwszej i REmake'u. Rebecca to 18-letnia członkini oddziału S.T.A.R.S., która wyrusza za swoją drużyną na swoją pierwszą misję. Po spotkaniu Billa niechętnie chce z nim współpracować, lecz później przekonuje się do niego i do tego, iż nie jest on mordercą.
- Albert Wesker – drugoplanowy bohater znany z części pierwszej, który w RE: Zero występuje w kilku scenach. Razem z doktorem Williamem Birkinem przeprowadza niebezpieczne badania nad Wirusem T, lecz gdy ów wirus wymyka się spod kontroli, postanawia on chytrze zwabić drużynę S.T.A.R.S. do posiadłości, i narazić jej członków do zmierzenia się z Wirusem T.
- William Birkin – drugoplanowy bohater znany z części drugiej, który prowadzi niebezpieczne badania nad Wirusem T.
- James Marcus – jeden z założycieli korporacji Umbrella. Został zamordowany przez Weskera i Birkina, lecz dzięki Wirusowi T odradza się w nowej postaci.
- Enrico Marini – bohater drugoplanowy znany z części pierwszej, który pojawia się w kilku epizodach. Jeden z członków grupy S.T.A.R.S. Na początku gry wyrusza na poszukiwania Billy'ego Coena.
- Edward Dewey – bohater drugoplanowy znany z części pierwszej, który pojawia się w kilku epizodach. Jeden z członków grupy S.T.A.R.S. Jest on pilotem helikoptera, który wyrusza na poszukiwania Billy'ego Coena.
- Kevin Dooley, Forest Speyer, Richard Aiken i Kenneth J. Sullivan – członkowie grupy S.T.A.R.S., którzy występują w jednym epizodzie, w początkowej scenie lotu helikopterem.

## Rozgrywka
- W grze są dwie grywalne postaci: Rebecca Chambers oraz Billy Coen, gracz ma możliwość samoczynnego wyboru którym bohaterem chce sterować (drugim wtedy steruje sztuczna inteligencja, nie ma możliwości rozgrywki w trybie gry wieloosobowej).
- Grywalne postacie różnią się od siebie: Rebecca ma mniejszą odporność na ataki przeciwników, ale może łączyć ze sobą zebrane lecznicze zioła, Billy natomiast ma większą odporność na ataki przeciwników, przesuwa ciężkie przedmioty, lecz nie może łączyć zdrowotnych ziół.
- Obydwoje mają taką samą ilość slotów w ekwipunku.
- System zapisywania rozgrywki jest taki sam jak w pierwszych częściach.
- W grze nie ma do dyspozycji skrzyni przechowującej wszelkie znalezione przedmioty, gracz chcąc pozbyć się z ekwipunku jakiegoś przedmiotu, zostawia go na ziemi, po którego może potem wrócić.